# Консультативная хунта (Сальвадор, 1823)
Консультативная хунта (исп. Junta Consultiva) — коллегиальный орган, управлявший провинцией Сан-Сальвадор с 25 мая по 17 июня 1823 года.

## История
В начале 1822 года Центральная Америка была аннексирована Мексикой. Провинция Сан-Сальвадор объявила аннексию нелегитимной, и сопротивлялась около года. Висенте Филисола смог присоединить её к Мексиканской империи лишь в феврале 1823 года, а уже в марте империя пала. В начале мая Филисола покинул Сальвадор, оставив вместо себя Фелипе Кодальоса, но в конце мая сальвадорцы восстали и изгнали Кодальоса с его 500 мексиканскими и гватемальскими солдатами. Для управления провинцией была образована Консультативная хунта в составе:
- Дон Мариано Прадо — верховный политический начальник
- Полковник Хосе Милья — интендант и губернатор провинции
- Полковник Хосе Ривас — военный комендант

17 июня 1823 года хунта была расформирована, и Мариано Прадо стал управлять провинцией Сан-Сальвадор единолично.